# 2010년 FIFA 월드컵 D조
2010년 FIFA 월드컵 D조의 경기는 2010년 6월 13일과 6월 23일 사이에 치러졌다. D조에는 독일, 오스트레일리아, 세르비아, 그리고 가나가 편성되었다. 이 대회의 8개 조들 중 가장 전력 격차가 적고, 강팀들이 밀집한 조기 때문에 D조는 2010년 FIFA 월드컵의 "죽음의 조"로 평가되었다.

## 요약
D조의 시드 배정국인 독일은 서독 시절 기록을 포함해 세르비아 (구 SFR 유고슬라비아와 FR 유고슬라비아 시절을 포함하여) 와 오스트레일리아를 상대로 FIFA 월드컵 본선에서 맞대결을 펼쳤었다. 독일은 세르비아를 상대로 6번 맞대결을 펼쳐 4승 1무 1패의 기록을 냈다. 오스트레일리아와는 1974년 대회의 1차 조별 리그에서 서로를 맞딱뜨렸었다. 당시 서독은 함부르크 홈 안방에서 오스트레일리아를 3-0으로 완파하였다. 그 외의 맞대결은 이번 대회에서 처음으로 성사된 것이다.
| 팀             | 전 | 승 | 무 | 패 | 득 | 실 | 차 | 점 |
| -------------- | -- | -- | -- | -- | -- | -- | -- | -- |
| 독일           | 3  | 2  | 0  | 1  | 5  | 1  | +4 | 6  |
| 가나           | 3  | 1  | 1  | 1  | 2  | 2  | 0  | 4  |
| 오스트레일리아 | 3  | 1  | 1  | 1  | 3  | 6  | -3 | 4  |
| 세르비아       | 3  | 1  | 0  | 2  | 2  | 3  | -1 | 3  |

- 모든 시간은 남아프리카 표준시를 따른다. (UTC+2)

## 세르비아 vs 가나
양 팀은 절호의 득점 기회를 잡기도 했지만 후반 막판까지 이를 살려내지 못하였다. 그러나 알렉산다르 루코비치가 경고 누적으로 레드카드를 받으며 균형의 추가 가나쪽으로 기울기 시작하였고, 세르비아 교체 선수인 즈드라브코 쿠즈마노비치가 공을 손으로 만지는 바람에 가나에게 페널티킥을 헌납하였다. 가나는 아사모아 잔이 이를 결승골로 만들어 낸 덕에 승점 3점을 전리품으로 챙길 수 있었다.

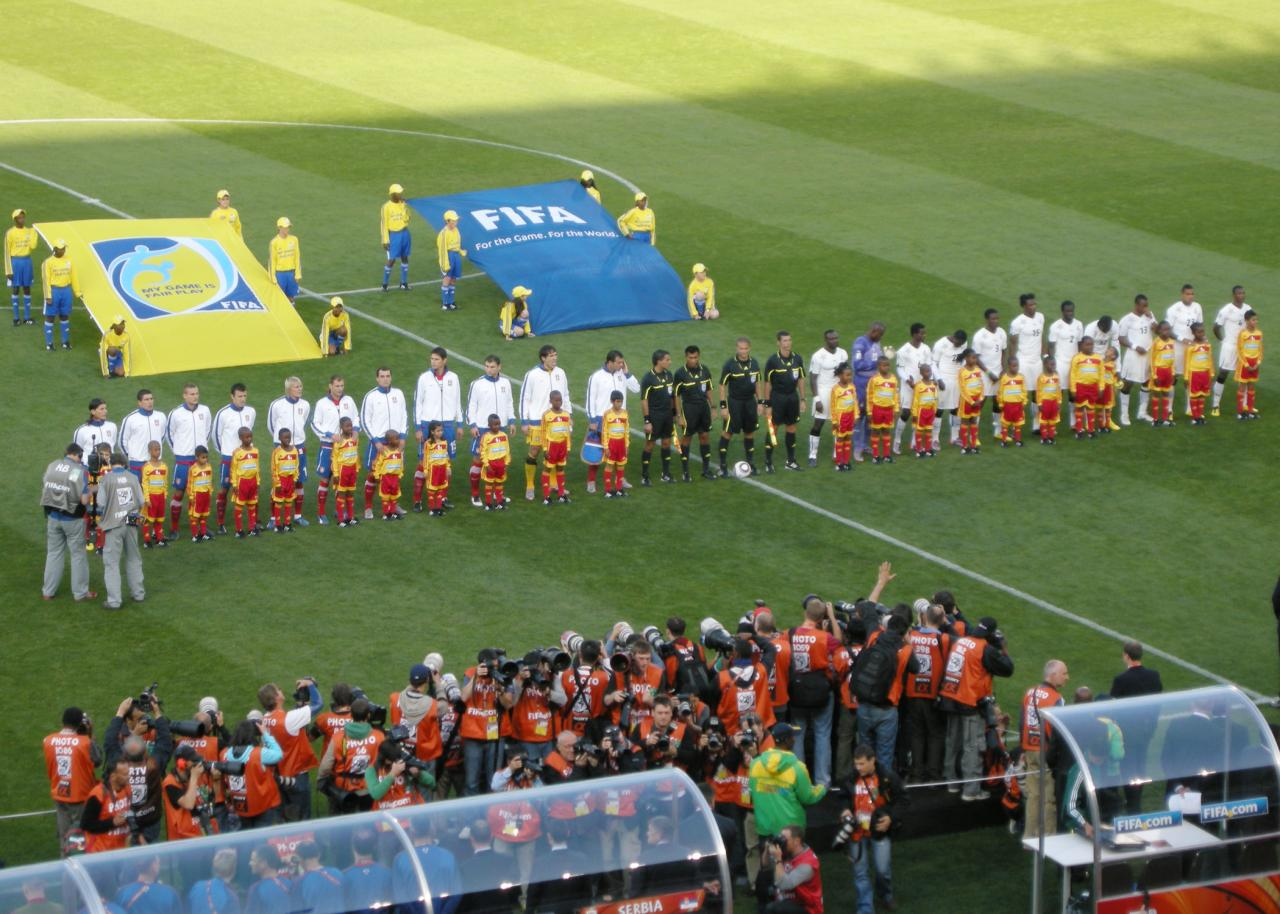
경기를 앞두고 도열한 양팀 선수들

| 세르비아 | 0 – 1  | 가나              |
| -------- | ------ | ----------------- |
|          | 리포트 | 85′ (페널티골) 잔 |

| 세르비아 | 가나 |

| GK              | 1  | 블라디미르 스토이코비치 |         |     |
| RB              | 6  | 브라니슬라프 이바노비치 |         |     |
| CB              | 13 | 알렉산다르 루코비치     | 54′ 74′ |     |
| CB              | 5  | 네마냐 비디치           |         |     |
| LB              | 3  | 알렉산다르 콜라로프     |         |     |
| CM              | 11 | 네나드 밀리야시         |         | 62′ |
| CM              | 10 | 데얀 스탄코비치 (주장)  |         |     |
| RW              | 17 | 밀로시 크라시치         |         |     |
| LW              | 14 | 밀란 요바노비치         |         | 76′ |
| SS              | 9  | 마르코 판텔리치         |         |     |
| CF              | 15 | 니콜라 지기치           | 19′     | 69′ |
| 교체 선수:      |    |                         |         |     |
| MF              | 22 | 즈드라브코 쿠즈마노비치 | 83′     | 62′ |
| FW              | 8  | 단코 라조비치           |         | 69′ |
| DF              | 20 | 네벤 수보티치           |         | 76′ |
| 감독:           |    |                         |         |     |
| 라도미르 안티치 |    |                         |         |     |

| GK              | 22 | 리차드 킹슨          |     |       |
| RB              | 4  | 존 판트실            |     |       |
| CB              | 15 | 이삭 보르사          | 26′ |       |
| CB              | 5  | 존 멘사 (주장)       |     |       |
| LB              | 2  | 한스 사르페이        |     |       |
| CM              | 6  | 앤서니 아난          |     |       |
| CM              | 23 | 케빈-프린스 보아텡   |     | 90+1′ |
| RW              | 12 | 프린스 타고에        | 89′ |       |
| AM              | 21 | 콰드워 아사모아      |     | 73′   |
| LW              | 13 | 앙드레 아유          |     |       |
| CF              | 3  | 아사모아 잔          |     | 90+3′ |
| 교체 선수:      |    |                      |     |       |
| MF              | 10 | 스티븐 아피아        |     | 73′   |
| DF              | 19 | 리 아디              |     | 90+1′ |
| MF              | 20 | 퀸시 오우수-아베이에 |     | 90+3′ |
| 감독:           |    |                      |     |       |
| 밀로반 라예바치 |    |                      |     |       |

| 최우수 선수: 아사모아 잔 (가나) 부심: 에르난 마이다나 (아르헨티나) 리카르도 카사스 (아르헨티나) 대기심: 숩키딘 모드 살레 (말레이시아) 후보 대기심: 제프리 게크 펭 (싱가포르) |

## 독일 vs 오스트레일리아
독일은 오스트레일리아를 상대로 다득점을 성공시키며 첫 경기를 4-0 승리로 장식하였다. 한편 오스트레일리아의 핌 페르베이크 감독은 두각을 나타내는 공격수 없이 경기를 임하였는데, 이로 그는 전술적 비판을 받았다. 더 나아가서, SBS 기술분석가 크레이그 포스터는 그가 즉각 경질돼야 한다고 주장하기에 이르기도 했다.

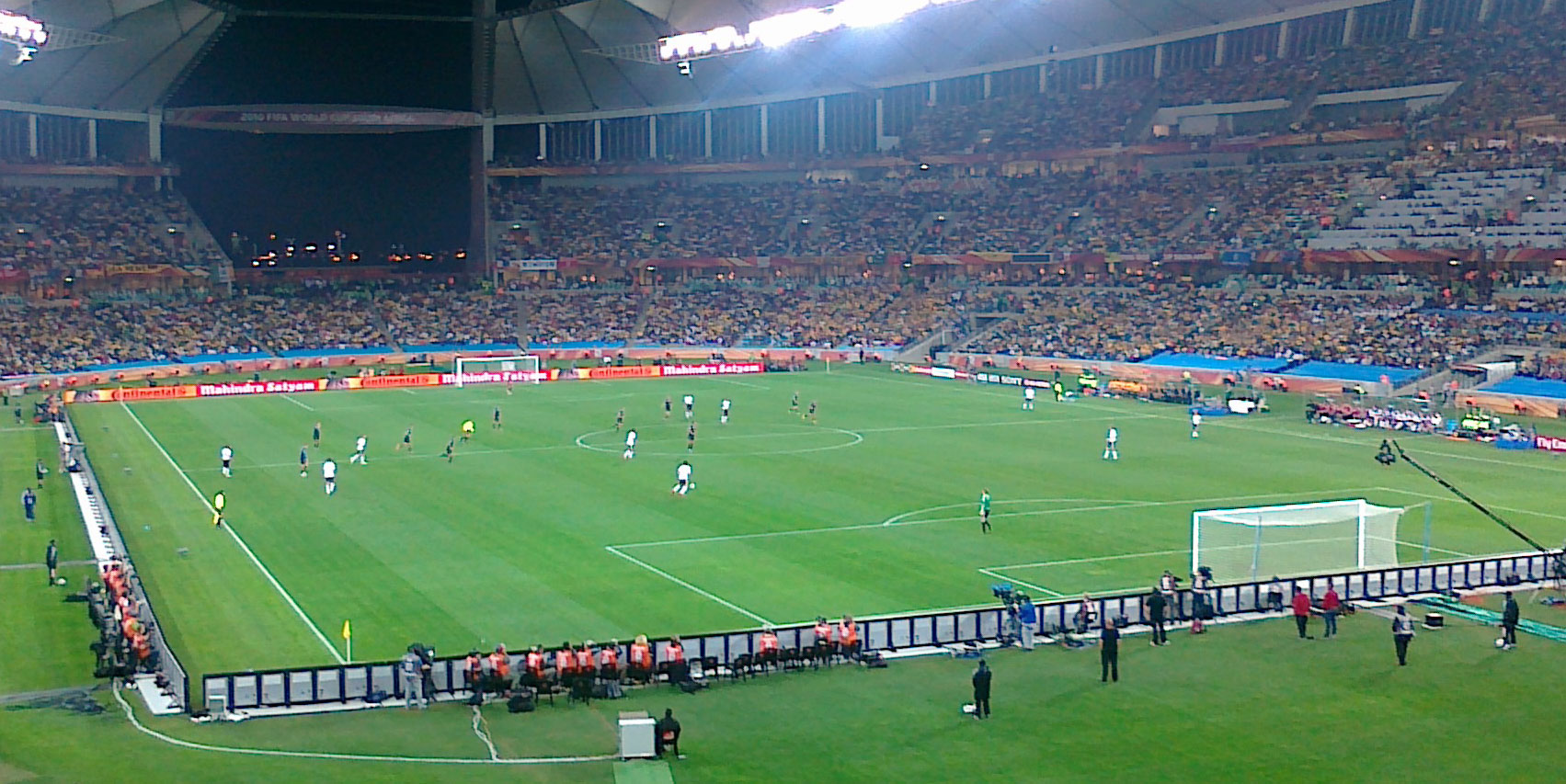
독일과 오스트레일리아 간의 경기 당시 모지스 마비다 스타디움의 전경

| 독일                                             | 4 – 0  | 오스트레일리아 |
| ------------------------------------------------ | ------ | -------------- |
| 포돌스키 8′ · 클로제 26′ · 뮐러 68′ · 카카우 70′ | 리포트 |                |

| 독일 | 오스트레일리아 |

| GK          | 1  | 마누엘 노이어           |       |     |
| RB          | 16 | 필리프 람 (주장)        |       |     |
| CB          | 3  | 아르네 프리드리히       |       |     |
| CB          | 17 | 페어 메르테자커         |       |     |
| LB          | 14 | 홀거 바트슈투버         |       |     |
| CM          | 7  | 바스티안 슈바인슈타이거 |       |     |
| CM          | 6  | 자미 케디라             |       |     |
| RW          | 13 | 토마스 뮐러             |       |     |
| AM          | 8  | 메수트 외질             | 12′   | 74′ |
| LW          | 10 | 루카스 포돌스키         |       | 81′ |
| CF          | 11 | 미로슬라프 클로제       |       | 68′ |
| 교체 선수:  |    |                         |       |     |
| FW          | 19 | 카카우                  | 90+2′ | 68′ |
| FW          | 23 | 마리오 고메스           |       | 74′ |
| MF          | 21 | 마르코 마린             |       | 81′ |
| 감독:       |    |                         |       |     |
| 요아힘 뢰프 |    |                         |       |     |

| GK            | 1  | 마크 슈워처      |     |     |
| RB            | 8  | 루크 윌크셔      |     |     |
| CB            | 3  | 크레이그 무어    | 24′ |     |
| CB            | 2  | 루커스 닐 (주장) | 46′ |     |
| LB            | 11 | 스콧 치퍼필드    |     |     |
| CM            | 16 | 칼 발레리        | 58′ |     |
| CM            | 13 | 빈스 그렐라      |     | 46′ |
| RW            | 7  | 브렛 에머턴      |     | 74′ |
| AM            | 5  | 제이슨 쿨리나    |     |     |
| LW            | 19 | 리차드 가르시아  |     | 64′ |
| CF            | 4  | 팀 케이힐        | 56′ |     |
| 교체 선수:    |    |                  |     |     |
| FW            | 14 | 브렛 홀먼        |     | 46′ |
| FW            | 17 | 니키타 루카비차  |     | 64′ |
| MF            | 15 | 밀레 예디나크    |     | 74′ |
| 감독:         |    |                  |     |     |
| 핌 페르베이크 |    |                  |     |     |

| 최우수 선수: 루카스 포돌스키 (독일) 부심: 알베르토 모린 (멕시코) 호세 루이스 카마르고 (멕시코) 대기심: 마르틴 한손 (스웨덴) 후보 대기심: 헨리크 안드렌 (스웨덴) |

## 독일 vs 세르비아
독일은 미로슬라프 클로제가 37분에 퇴장당하면서 경기의 절반 이상을 수적 열세 속에 임해야 했다. 독일은 설상가상으로 클로제가 퇴장 당한지 얼마 지나지 않아 세르비아의 윙어 밀란 요바노비치에게 실점을 허용했다. 후반에 들어서 세르비아의 중앙 수비수 네마냐 비디치가 페널티 구역 내에서 공을 만진 것으로 경고가 내려지면서 독일은 페널티킥으로 승부를 원점으로 돌릴 기회를 잡았다. 그러나, 이어지는 루카스 포돌스키의 페널티킥을 수문장 블라디미르 스토이코비치가 잡아냈다.
| 독일 | 0 – 1  | 세르비아       |
| ---- | ------ | -------------- |
|      | 리포트 | 38′ 요바노비치 |

| 독일 | 세르비아 |

| GK          | 1  | 마누엘 노이어           |         |     |
| RB          | 16 | 필리프 람 (주장)        | 32′     |     |
| CB          | 3  | 아르네 프리드리히       |         |     |
| CB          | 17 | 페어 메르테자커         |         |     |
| LB          | 14 | 홀거 바트슈투버         |         | 77′ |
| CM          | 6  | 자미 케디라             | 22′     |     |
| CM          | 7  | 바스티안 슈바인슈타이거 | 73′     |     |
| RW          | 13 | 토마스 뮐러             |         | 70′ |
| AM          | 8  | 메수트 외질             |         | 70′ |
| LW          | 10 | 루카스 포돌스키         |         |     |
| CF          | 11 | 미로슬라프 클로제       | 12′ 37′ |     |
| 교체 선수:  |    |                         |         |     |
| FW          | 19 | 카카우                  |         | 70′ |
| MF          | 21 | 마르코 마린             |         | 70′ |
| FW          | 23 | 마리오 고메스           |         | 77′ |
| 감독:       |    |                         |         |     |
| 요아힘 뢰프 |    |                         |         |     |

| GK              | 1  | 블라디미르 스토이코비치 |     |     |
| RB              | 6  | 브라니슬라프 이바노비치 | 18′ |     |
| CB              | 20 | 네벤 수보티치           | 57′ |     |
| CB              | 5  | 네마냐 비디치           | 59′ |     |
| LB              | 3  | 알렉산다르 콜라로프     | 19′ |     |
| DM              | 22 | 즈드라브코 쿠즈마노비치 |     | 75′ |
| CM              | 18 | 밀로시 닌코비치         |     | 70′ |
| CM              | 10 | 데얀 스탄코비치 (주장)  |     |     |
| RW              | 17 | 밀로시 크라시치         |     |     |
| LW              | 14 | 밀란 요바노비치         |     | 79′ |
| CF              | 15 | 니콜라 지기치           |     |     |
| 교체 선수:      |    |                         |     |     |
| MF              | 4  | 고이코 카차르           |     | 70′ |
| MF              | 19 | 라도슬라프 페트로비치   |     | 75′ |
| FW              | 8  | 단코 라조비치           |     | 79′ |
| 감독:           |    |                         |     |     |
| 라도미르 안티치 |    |                         |     |     |

| 최우수 선수: 블라디미르 스토이코비치 (세르비아) 부심: 후안 카를로스 유스테 히메네스 (스페인) 페르민 마르티네스 이바네스 (스페인) 대기심: 마르틴 바스케스 (우루과이) 후보 대기심: 카를로스 파스토리노 (우루과이) |

## 가나 vs 오스트레일리아
오스트레일리아가 브렛 홀먼의 이른 시간에 선제골로 앞서났으나, 얼마 지나지 않아 해리 큐얼이 손으로 공을 만지는 바람에 페널티킥을 내 주었고, 아사모아 잔이 가나의 이 대회 두 차례의 페널티킥을 모두 성공시키게 되었다.
| 가나              | 1 – 1  | 오스트레일리아 |
| ----------------- | ------ | -------------- |
| 잔 25′ (페널티골) | 리포트 | 11′ 홀먼       |

| 가나 | 오스트레일리아 |

| GK              | 22 | 리차드 킹슨 (주장)   |     |     |
| RB              | 4  | 존 판트실            |     |     |
| CB              | 8  | 조너선 멘사          | 79′ |     |
| CB              | 19 | 리 아디              | 40′ |     |
| LB              | 2  | 한스 사르페이        |     |     |
| DM              | 6  | 앤서니 아난          | 84′ |     |
| CM              | 23 | 케빈-프린스 보아텡   |     | 87′ |
| RW              | 12 | 프린스 타고에        |     | 56′ |
| AM              | 21 | 콰드워 아사모아      |     | 77′ |
| LW              | 13 | 앙드레 아유          |     |     |
| CF              | 3  | 아사모아 잔          |     |     |
| 교체 선수:      |    |                      |     |     |
| MF              | 20 | 퀸시 오우수-아베이에 |     | 56′ |
| MF              | 11 | 설리 문타리          |     | 77′ |
| FW              | 14 | 매슈 아모아          |     | 87′ |
| 감독:           |    |                      |     |     |
| 밀로반 라예바치 |    |                      |     |     |

| GK            | 1  | 마크 슈워처      |     |     |
| RB            | 8  | 루크 윌크셔      |     | 84′ |
| CB            | 2  | 루커스 닐 (주장) |     |     |
| CB            | 3  | 크레이그 무어    | 85′ |     |
| LB            | 21 | 데이비드 카니    |     |     |
| CM            | 5  | 제이슨 쿨리나    |     |     |
| CM            | 16 | 칼 발레리        |     |     |
| RW            | 7  | 브렛 에머턴      |     |     |
| AM            | 14 | 브렛 홀먼        |     | 68′ |
| LW            | 23 | 마크 브레시아노  |     | 66′ |
| CF            | 10 | 해리 큐얼        | 24′ |     |
| 교체 선수:    |    |                  |     |     |
| DF            | 11 | 스콧 치퍼필드    |     | 66′ |
| FW            | 9  | 조슈아 케네디    |     | 68′ |
| FW            | 17 | 니키타 루카비차  |     | 84′ |
| 감독:         |    |                  |     |     |
| 핌 페르베이크 |    |                  |     |     |

| 최우수 선수: 아사모아 잔 (가나) 부심: 스테파노 아이롤디 (이탈리아) 파올로 칼카뇨 (이탈리아) 부심: 카를루스 이우제니우 시몽 (브라질) 후보 대기심: 아우테미르 하우스만 (브라질) |

## 가나 vs 독일
독일은 메수트 외질의 60분 결승골에 힘입어 조 1위로 다음 라운드에 진출하였다. 비록 이 경기에서 패하였으나, 오스트레일리아와 승점에서 동률을 이룬 가나는 골득실차에서 우위를 점해 다음 라운드에 합류할 수 있게 되었다. 특이하게도, 독일의 제롬 보아텡과 가나의 케빈-프린스 보아텡 형제가 서로 맞대결을 벌였다.

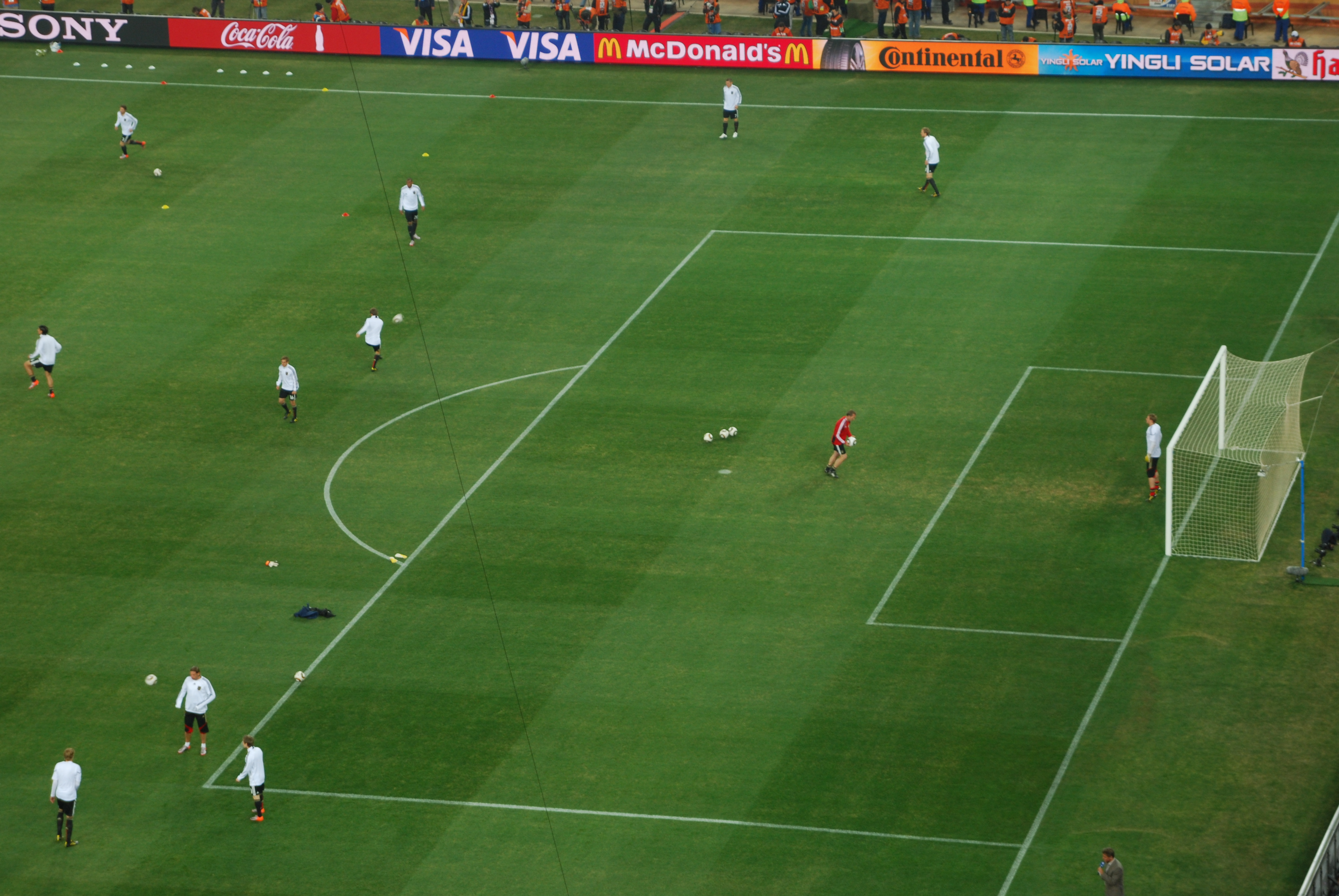
경기에 앞서 준비에 한창인 독일 선수들

| 가나 | 0 – 1  | 독일     |
| ---- | ------ | -------- |
|      | 리포트 | 60′ 외질 |

| 가나 | 독일 |

| GK              | 22 | 리차드 킹슨        |     |       |
| RB              | 4  | 존 판트실          |     |       |
| CB              | 5  | 존 멘사 (주장)     |     |       |
| CB              | 8  | 조너선 멘사        |     |       |
| LB              | 2  | 한스 사르페이      |     |       |
| DM              | 6  | 앤서니 아난        |     |       |
| CM              | 23 | 케빈-프린스 보아텡 |     |       |
| CM              | 21 | 콰드워 아사모아    |     |       |
| RW              | 12 | 프린스 타고에      |     | 64′   |
| LW              | 13 | 앙드레 아유        | 40′ | 90+2′ |
| CF              | 3  | 아사모아 잔        |     | 82′   |
| 교체 선수:      |    |                    |     |       |
| MF              | 11 | 설리 문타리        |     | 64′   |
| FW              | 14 | 매슈 아모아        |     | 82′   |
| FW              | 18 | 도미니크 아디이아  |     | 90+2′ |
| 감독:           |    |                    |     |       |
| 밀로반 라예바치 |    |                    |     |       |

| GK          | 1  | 마누엘 노이어           |     |     |
| RB          | 16 | 필리프 람 (주장)        |     |     |
| CB          | 17 | 페어 메르테자커         |     |     |
| CB          | 3  | 아르네 프리드리히       |     |     |
| LB          | 20 | 제롬 보아텡             |     | 73′ |
| CM          | 7  | 바스티안 슈바인슈타이거 |     | 81′ |
| CM          | 6  | 자미 케디라             |     |     |
| RW          | 13 | 토마스 뮐러             | 43′ | 67′ |
| AM          | 8  | 메수트 외질             |     |     |
| LW          | 10 | 루카스 포돌스키         |     |     |
| CF          | 19 | 카카우                  |     |     |
| 교체 선수:  |    |                         |     |     |
| MF          | 15 | 피오트르 트로호프스키   |     | 67′ |
| MF          | 2  | 마르첼 얀젠             |     | 73′ |
| MF          | 18 | 토니 크로스             |     | 81′ |
| 감독:       |    |                         |     |     |
| 요아힘 뢰프 |    |                         |     |     |

| 최우수 선수: 메수트 외질 (독일) 부심: 아우테미르 하우스만 (브라질) 호베르투 브라츠 (브라질) 대기심: 마르틴 바스케스 (우루과이) 후보 대기심: 카를로스 파스토리노 (우루과이) |

## 오스트레일리아 vs 세르비아
전반전은 다음 라운드 진출에 1점이 필요한 세르비아가 경기를 지배하며 승리를 목전에 두기도 했다. 그러나, 오스트레일리아가 후반에 터뜨린 연속골에 힘입어, 막판에 마르코 판텔리치가 1골을 만회하는데 그친 세르비아를 꺾고 2-1 승리를 거두었다. 그러나, 앞서 1차전에서 독일에게 대패를 당한 것에 발목이 잡혀 다음 라운드 진출권을 가나에게 내주어야 했다. 대회 종료와 함께 오스트레일리아의 핌 페르베이크 감독이 지휘봉을 내려놓게 되었고, 그의 후임으로 홀거 오지크가 취임하였다. 반면 추가 승점을 얻는데 실패한 세르비아도 조 최하위로 탈락의 고배를 마셨다.
| 오스트레일리아        | 2 – 1  | 세르비아     |
| --------------------- | ------ | ------------ |
| 케이힐 69′ · 홀먼 73′ | 리포트 | 84′ 판텔리치 |

| 오스트레일리아 | 세르비아 |

| GK            | 1  | 마크 슈워처      |     |     |
| RB            | 8  | 루크 윌크셔      | 50′ | 82′ |
| CB            | 6  | 마이클 뷰챔프    | 49′ |     |
| CB            | 2  | 루커스 닐 (주장) |     |     |
| LB            | 21 | 데이비드 카니    |     |     |
| CM            | 5  | 제이슨 쿨리나    |     |     |
| CM            | 16 | 칼 발레리        |     | 66′ |
| RW            | 7  | 브렛 에머턴      | 67′ |     |
| AM            | 4  | 팀 케이힐        |     |     |
| LW            | 23 | 마크 브레시아노  |     | 66′ |
| CF            | 9  | 조슈아 케네디    |     |     |
| 교체 선수:    |    |                  |     |     |
| DF            | 11 | 스콧 치퍼필드    |     | 66′ |
| FW            | 14 | 브렛 홀먼        |     | 66′ |
| MF            | 19 | 리차드 가르시아  |     | 82′ |
| 감독:         |    |                  |     |     |
| 핌 페르베이크 |    |                  |     |     |

| GK              | 1  | 블라디미르 스토이코비치 |     |     |
| RB              | 6  | 브라니슬라프 이바노비치 |     |     |
| CB              | 5  | 네마냐 비디치           |     |     |
| CB              | 13 | 알렉산다르 루코비치     | 18′ |     |
| LB              | 16 | 이반 오브라도비치       |     |     |
| DM              | 22 | 즈드라브코 쿠즈마노비치 |     | 77′ |
| CM              | 10 | 데얀 스탄코비치 (주장)  |     |     |
| CM              | 18 | 밀로시 닌코비치         | 59′ |     |
| RW              | 17 | 밀로시 크라시치         |     | 62′ |
| LW              | 14 | 밀란 요바노비치         |     |     |
| CF              | 15 | 니콜라 지기치           |     | 67′ |
| 교체 선수:      |    |                         |     |     |
| MF              | 7  | 조란 토시치             |     | 62′ |
| FW              | 9  | 마르코 판텔리치         |     | 67′ |
| FW              | 8  | 단코 라조비치           |     | 77′ |
| 감독:           |    |                         |     |     |
| 라도미르 안티치 |    |                         |     |     |

| 최우수 선수: 팀 케이힐 (오스트레일리아) 부심: 마우리시오 에스피노사 (우루과이) 파블로 판디뇨 (우루과이) 대기심: 카를로스 바트레스 (과테말라) 후보 대기심: 레오넬 레알 (코스타리카) |

## 같이 보기
- 독일의 FIFA 월드컵 성적